# رشته خیال
رشته خیال یا موضوع فانتوم (به انگلیسی: Phantom Thread) فیلمی آمریکایی در سبک درام-تاریخی به کارگردانی و نویسندگی پل توماس اندرسن است که موضوع آن به مد لباس در لندن دهه ۱۹۵۰ برمی‌گردد. از بازیگران آن می‌توان به دانیل دی-لوئیس، لسلی منویل و ویکی کریپس اشاره کرد. براساس آنچه گزارش شد این فیلم آخرین فیلمی است که دانیل دی-لوئیس در آن به ایفای نقش می‌پردازد. موسیقی فیلم توسط یکی از اعضای گروه ریدیوهد، جانی گرینوود، ساخته شد.
این اولین باریست که اندرسون برای فیلمبرداری فیلم خود به خارج از ایالات متحده سفر می‌کند و برای دومین بار، پس از فیلم خون به پا خواهد شد (۲۰۰۷)، با دی-لوئیس همکاری می‌کند. نخستین نمایش فیلم رشته خیال در تاریخ ۱۱ دسامبر ۲۰۱۷ در شهر نیویورک بود و سپس در ۲۵ دسامبر ۲۰۱۷ در ایالات متحده اکران شد.
این فیلم جایزه اسکار بهترین طراحی لباس در نودمین دوره جوایز اسکار را به دست آورد و در پنج بخش دیگر از جمله اسکار بهترین فیلم و بازیگر نقش اول مرد نامزد دریافت جایزه شد.

## خلاصه داستان
فیلم به زندگی وسواسی یک مرد موفق می‌پردازد که در ادامه وی به زنی دل می‌بندد که رفتارهایی کاملاً مخالف با او دارد.

## بازیگران
- دانیل دی-لوئیس در نقش رینولدز وودکاک
- ویکی کریپس در نقش آلما
- لسلی منویل در نقش سیریل
- جینا مک‌کی در نقش هنریِتا هاردینگ
- کامیلا رادرفورد در نقش جوهانا